# Dany Mann
Dany Mann, auch Danny Mann, Sybille Pagel (* 21. Februar 1938 in Stettin; † 29. Mai 2010 in München; bürgerlicher Name Sybille Danielle Pagel), war eine deutsche Schlagersängerin, Jazzsängerin und Schauspielerin.

## Leben
Während des Zweiten Weltkrieges flüchtete Sybille Pagel, drittes und jüngstes Kind einer wohlhabenden Unternehmerfamilie, mit ihrer Mutter nach Hannover. Später zog sie zu ihrer Tante, der Schriftstellerin Eva Döring, nach Basel. Nach Kriegsende kehrte Pagel in die niedersächsische Landeshauptstadt zurück, wo sie ihren Schulabschluss machte und sich an der Akademie für Musik und Theater einschrieb. Als Sängerin der New Jazz Group Hannover trat sie in Hannover und Umgebung auf. Ab Mitte der 1950er Jahre folgten überregionale Auftritte auf zahlreichen renommierten Jazzfestivals.
Freunde überredeten Pagel 1955 beim bundesweiten Gesangswettbewerb Die große Chance der Schallplattenfirma Electrola teilzunehmen. Neben dem Sänger Ralf Bendix und dem Pianisten Ingfried Hoffmann gehörte Pagel zu den drei Gewinnern, die einen Plattenvertrag erhielten. Sybille Pagel konnte mit ihrer ersten Single, die zwei von Hans Bertram produzierte und von Paul Kuhn arrangierte Schlager enthielt, keinen Erfolg landen. Auch zwei 1956 veröffentlichte Schallplatten von Electrola fanden nicht genügend Käufer, um sich in den Hitparaden zu etablieren. Neben dem Jazz und der Schauspielerei blieben Plattenaufnahmen für Pagel zunächst nicht mehr als eine interessante Nebenbeschäftigung. 1956 heiratete Pagel den Briten John Mann, mit dem sie schon länger verlobt war. Sie zog mit ihm nach Amsterdam, wo sie erstmals unter dem Künstlernamen Dany Mann als Jazzsängerin auftrat. Später zerbrach die Ehe.
1957 unterschrieb Pagel einen Vertrag bei der Plattenfirma Polydor, wo sie unter ihrem bürgerlichen Namen mit Produzenten und Musikern wie Erich Bender, Bert Kaempfert, Werner Müller und Horst Wende zusammenarbeitete. 1958 wechselte sie von Hamburg zum Polydor-Studio Wien zum erfolgreichen Musikproduzenten Gerhard Mendelson, der Pagel unter ihrem Künstlernamen Dany Mann, zunächst Danny Mann geschrieben, vermarktete. Mit Sexie Hexy, der deutschsprachigen Coverversion des Connie-Francis-Hits Stupid Cupid, gelang der Sängerin der Durchbruch. Produzent Mendelson setzte bei der Auswahl weiterer Schlager bewusst auf moderne Arrangements und die jugendliche Ausstrahlung Danny Manns. Bei Plattenaufnahmen, Konzerttourneen, Film- und Fernsehauftritten arbeitete die Künstlerin mit namhaften Kollegen wie Louis Armstrong, Karlheinz Böhm, Johannes Fehring, Günther Frank, Erwin Halletz, Harald Juhnke, Peter Kraus, Werner Scharfenberger und Peter Weck zusammen.
Bei Filmaufnahmen lernte Dany Mann den Showmoderator und Schlagersänger Chris Howland kennen, mit dem sie eine Beziehung begann. Howland machte den Musikproduzenten und Schlagerkomponisten Heinz Gietz auf seine Partnerin aufmerksam, die 1960/1961 wiederum zum Electrola-Label wechselte. Mit der deutschen Coverversion des Sue-Thompson-Hits Norman gelang Dany Mann 1962 erneut ein Erfolg. Der Titel hielt sich 20 Wochen in den deutschen Charts. Wie zuvor bei der Polydor ließen die Verkaufszahlen ihrer Plattenaufnahmen insgesamt jedoch nach. 1964 veröffentlichte sie ihre letzte Single bei der Electrola; damit war ihre Schlagerkarriere beendet. Sie widmete sich nunmehr vor allem ihrer Karriere als Schauspielerin, trat zunehmend auch in ernsteren Filmrollen auf und heiratete, nachdem ihre Beziehung mit Chris Howland scheiterte, den österreichischen Filmregisseur Herbert Vesely (1931–2002). Nach der Geburt ihres Sohnes widmete sie sich vorrangig ihren Aufgaben als Mutter und Hausfrau. Mit ihrem Bruder Helli Pagel – 1961 „Lockvogel“ in der Fernsehreihe Vorsicht Kamera mit Chris Howland – nahm sie 1966 bei der deutschen Niederlassung der Vogue ihre vermutlich letzte Schallplatte, die LP Brüderlein Schwesterlein – Deutsche Volkslieder, auf.
Beruflich konzentrierte sich Dany Mann weiterhin auf die Schauspielerei. Sie spielte Theater und stand gelegentlich in Kino- und Fernsehfilmen vor der Kamera. Seit dem Tod ihres Mannes lebte die Künstlerin zurückgezogen in München. Zuletzt litt sie an Altersdemenz und wurde in einem Seniorenstift betreut. Sie starb in einem Krankenhaus in München.

## Diskografie (Auswahl)

### Singles

#### Als Sybille Pagel
- Tingel-Tangel-Tingel Tambourin / Es war einmal ein Lama (1955; Electrola)
- O, Bang, Jiggely Jang / Heut' tanz ich ohne Schuh (1956; Electrola)
- Bella Tschitschina / Dieter (1956; Electrola)
- Mary, Mary / Ole Mucha Cha (1957; Polydor)
- Panama Boy / Ein Mann, der immer treu sein kann (1958; Polydor)
- Das ist mein Hobby / Auf der Gamsbockalm (1958; Polydor)
- Dicki / Dingeling (Schön ist eine kleine Liebesreise) (1958; Polydor)

#### Als Danny Mann
- Sexie Hexy / Hula Hoop (1958; Polydor)
- Ring-Ding-Ding / Mein zweites Ich (1958; Polydor)
- (Honey Baby) Du paßt so gut zu mir (mit Peter Kraus) (1958; Polydor), A-Seite: Come On And Swing (Peter Kraus)
- Hallo My Boy / Verlaß mich nie (1958; Polydor)

#### Als Dany Mann
- Sag mir nichts vom Mondschein / Na Baby wie geht's? (1959; Polydor)
- Weil ich noch jung bin / Liebe auf den ersten Blick (mit Günther Frank) (1959; Polydor)
- Hallo My Boy / Nou Baby, hoe gaat 't? (1959; Polydor), niederländische Aufnahmen
- Alle Tage Liebe / Wir versteh'n uns fabelhaft (mit Günther Frank) (1959; Polydor)
- So ein Mann / Du sagst jeden Tag (1960; Polydor)
- Leider falsch verbunden / Ich will keine Schokolade (1960; Polydor)
- Aber nachts um vier / Blondes Gift aus Texas (1960; Polydor)
- Abdullah / Ich fühl' mich so ...hm ...hm (1960; Polydor)
- Hallo Dream Boy / Wie gefährlich (1961; Electrola)
- Hallo Dream Boy / Wat gevaarlijk (1961; Electrola), niederländische Aufnahmen
- Norman / Ich seh's jedem Mann an den Augen an (1962; Electrola)
- Komm, laß dem Kind den bunten Luftballon / Du hast leider keine Ahnung (1962; Electrola)
- Ich lese abends keinen Krimi / Willy kann (1963; Electrola)
- Happy Sing-Song (mit Jacqueline Boyer und Peter Weck) (1963; Electrola), A-Seite: Der Pianist hat keine Ahnung (Peter Weck)
- Mister Wunderbar / Toni (1963; Electrola)
- Hippy Hippy Shake / Das ist neu (1964; Electrola)
- Mädel ruck, ruck, an meine grüne Seite / Es waren zwei Königskinder (mit Helli Pagel) (1967; Vogue)

### LPs
- Evergreens aus dem Schlagerkeller (mit Ralf Bendix, Chris Howland und Bill Ramsey) (1962; Electrola)
- Brüderlein Schwesterlein – Deutsche Volkslieder (mit Helli Pagel) (1966; Deutsche Vogue)
- Neue Revue: Deutsche Volkslieder – Dany Mann & Helli Pagel (1966; Deutsche Vogue)[4]
- Na Baby, wie geht's ? (1981, Bear Family Records)[5]

### CDs
- Sexie Hexy (1989; Bear Family Records), enthält die Aufnahmen von 1955 bis Mitte 1959
- Ich fühl' mich so ...hm ...hm (1999; Bear Family Records), enthält die Aufnahmen von Mitte 1959 bis 1964

## Filmografie (Auswahl)
- 1958: Heimatlos, (dort sang sie Auf der Gamsbock Alm)
- 1959: La Paloma
- 1959: Mein Schatz, komm mit ans blaue Meer
- 1960: Gauner-Serenade
- 1960: Schlagerparade 1960
- 1960: Das Rätsel der grünen Spinne
- 1961: Am Sonntag will mein Süßer mit mir segeln gehn
- 1962: Tanze mit mir in den Morgen
- 1964: Kennwort: Reiher
- 1965: Man soll den Onkel nicht vergiften
- 1965: Gestatten, mein Name ist Cox (Folge: Springen gehört zum Handwerk)
- 1967: Der sanfte Lauf
- 1972: Sternschnuppe
- 1972: Depressionen
- 1981: Egon Schiele – Exzesse
- 1986: Kies